# Banksia brownii
Banksia brownii là một loài thực vật có hoa trong họ Quắn hoa. Loài này được Baxter ex R.Br. miêu tả khoa học đầu tiên năm 1830.